# 伊藤大樹
伊藤 大樹（いとう だいじゅ、1982年7月9日 - ）は、日本の俳優。フラッシュアップ所属（業務提携先名芸オフィス）。

## 人物
愛知県一宮市出身。愛知県立一宮西高等学校卒業、名城大学理工学部中退。
20歳の誕生日に京都の四条河原町でスカウトをされたことをきっかけに芸能界入りをする。以後、養成所から数々の芸能事務所を経て現在に至る。活動の場は主に東海圏。
特技は殺陣、日本舞踊。趣味は旅行。

## 出演

### 映画
- 炎と氷（2004年）男子高生役
- ミナミの帝王（2004年）
- 修羅場の侠（おとこ）たち 伝説・河内十人斬り （2005年）
- 岸和田少年愚連隊  カオルちゃん最強伝説（2005年）

### ドラマ
- LEADERS リーダーズ（2014年、TBS）
- NHKスペシャル 未解決事件 File.05 ロッキード事件（2016年、NHK）
- ショクバの王子様 第1話（2017年、東海テレビ）
- マチ工場のオンナ 第2話（2017年、NHK）
- まんぷく（2018年、NHK）

### 舞台
- 小桜舞子 コンサート 錦秋花舞台（2014年）ヤクザ役
- 下町かぶき組 劇団誠流 ホテル海山公演（2016年）
- 浅野公園 開演100周年記念公演 「浅野長政 歴史物語」（2017年）武士役
- 五木ひろし 特別公演（2019年、御園座）守島仲太役
- 坂東玉三郎 特別公演（2021年、御園座）竹田奴役

### CM
- 玉越（2014年）
- JR東海（2014年）
- 南知多ビーチランド（2014年）
- 名鉄協商（2015年）
- レッドバロン（2016年）
- KITTE名古屋（2016年）
- 名古屋市長選挙（2017年）
- アピタ・ピアゴ（2017年）

### 企業VP、宣伝スチール
- トヨタ自動車（2017年）
- ダイハツ工業（2017年）
- 名古屋市長選挙（2017年）
- レッドバロン（2017年）
- 日本ゼネラルフード（2018年）

### その他
- 四日市広報ドラマ　四日市物語 EPISODE2「視点」（2016年）
- 犬山城下町イケメン甲冑隊（2017〜2019年）